# 純愛塗鴉
《純愛塗鴉》（日语：ぱすてる）是日本漫畫家小林俊彥的漫畫作品，2002年開始在《週刊少年Magazine》連載，後來移到《Magazine SPECIAL》繼續連載。

## 劇情簡介
住在廣島縣尾道市的只野麥因為父親經常不在家，所以經常獨自生活。不過有一天父親的好友去世，他的兩個女兒於是與只野一起展開新的生活。原本剛跟因女朋友搬家而分手的小麥，又不禁喜歡上了這個開朗可愛的女孩月咲夕。

## 登場角色

### 主要角色
- 只野 麥（ただの むぎ）：男主角，高中生，擅長做菜做家事，以及木工，立志將來開餐館。初次見面就對月咲夕懷有好感。在第14冊中，向小夕表白，现在是小夕的男友。雖經常妄想，但為人體貼，善解人意又熱心助人。雖常有女生對自己表達好感，也常受到誘惑，但對小夕的感情始終如一。每當幻想時眼睛都會睜得大大的(常被小夕發現)。
- 月咲 夕（つきさき ゆう）：女主角，身高162，三圍87、56、84(現在已有改變)。非常受男生歡迎。不會煮飯，會懶床，睡相很差，害怕昆蟲、打雷。故事開始是因為父親過世，從東京搬來寄住在只野家，對外宣稱與小麥是親戚。原本因為媽媽關係跟妹妹搬去跟再婚家庭居住，其後因為再婚家庭一家搬到美國，月咲想在本地升學，再回到尾道在只野家寄住。立志成為獸醫。因小麥對自己名字的看法跟爸爸一樣而產生好感，日積月累的好感累計成了喜歡並與小麥交往。

### 其他角色
- 月咲 司（つきさき つかさ）：月咲夕的妹妹，個性相當活潑開朗，愛惡作劇。跟媽媽到美國讀書。後因美國學校放假短暫回尾道居住，變得較漂亮且成熟，也跟長的越像姐姐。得知只野麥喜歡姐姐後決定幫忙，幫只野麥做特訓。會發明一些奇怪的機器來惡作劇。
- 只野 健（ただの けん）：只野麥的父親，攝影師。經常不在家，在世界各地到處旅行攝影。個性豪邁，總是以行動代替思考，有懼高症，學生時期是個有名的太保。
- 三宮 一機（さんみや かずき）：只野麥的童年玩伴兼好友，經常幫助小麥。暗戀崎谷真奈美十年。後來與真奈美交往。是個很愛性幻想的男生，交往後因很愛拿真奈美幻想而挨揍。決定畢業後要開賣機車的專賣店，後有存錢買了一台哈雷。
- 崎谷 真奈美（さきや まなみ）：只野麥與三宮一機小時候的同班同學。暗戀著只野麥六年，曾表白數次但都失敗。後來與一機交往，因一機很常打架受傷而立志成為護士。因從小就被當作是很普通的女生，對「普通」一詞很敏感，有人說到自己普通、一般時會感到很沮喪。
- 渡瀨 小百合：在東京當模特兒。只野麥稱她為姊姊。從前住在小麥家附近，訓練只野麥煮飯做家事。與四条招實結婚。只野麥的初戀情人。喜歡到只野家喝啤酒。
- 加山 雛子：只野麥的前女朋友。因搬到東京而分手。動作冒失，即使分手後還是很想念只野麥。
- 南野 摩子：以只野麥的新媽媽身分登場，起出只是騙局，後真的變成了新媽媽。三年前深愛的男朋友去世，在北極遇上只野健，約定到只野家暫居，一直想念死去的男友。只野麥就讀學校的教師，教現代國語，解救了被學校認為有問題的只野家。擁有豐滿得誇張的上圍重1.5公斤。
- 村上 菊：初登場是反派角色，就讀只野麥的學校。個性傲嬌、腹黑。在一次聯誼中認識了只野麥，打算戲弄只野麥，但是卻沒成功，受一點打擊。因看不慣月咲夕的個性，假扮成月咲夕打算毀了她的人格，失敗後決定要把只野麥搶走來報復月咲夕，雖之後和好，但內心逐漸對只野麥產生好感。有時會幫助只野麥，稱只野麥和月咲夕一對傻情侶。在只野麥心中認為村上菊是個好女孩。後內心承認自己喜歡上只野麥，常私下偷偷找只野麥出去，也只會在只野麥面前坦率。
- 立花 優時：與只野麥讀同所高中，十分帥氣的餐廳小開，曾數度向月咲夕表白，都被拒絕且認為月咲夕寧可欺騙她也不願與她交往後放棄。已另外交了女友，之後被該女生提出分手，又開始纏著月咲夕。
- 志波 哲：人稱阿哲哥。只野麥打工地方的老闆，是只野麥的目標人物，廚藝很好，有懼高症，喜歡蒐集古董。與園邊葵交往。以前曾經喜歡過只野麥的媽媽，過去跟只野健都是出名的流氓。後與園邊葵結婚。
- 園邊 葵：年輕且有才能的流浪畫家。喜歡阿哲哥，後來與他交往。很介意自己的胸部，常被阿哲哥當成小孩子。後與志波哲結婚。
- 春野 麗：排球主將。個性活潑開朗。平常舉動開放，就算曝光也不介意，在補考補習中認識只野麥。後與籃球部的青梅竹馬交往。後與村上菊成為好友。
- 春野 萌：春野麗的妹妹。個性與姊姊相反，有點少根筋。喜歡讀書，寫小說。因不擅長跟男生相處進而只喜歡二次元的男人，後因只野健的幫忙稍微改善，向只野健告白但被南野摩子阻止。
- 花山 花：餐廳老闆的女兒。只野麥曾在此餐廳當兼職。起初對只野麥反感，但相處後改觀並產生好感，曾擅自對外宣稱兩人在交往。
- 四条 招實：手工傢俱店少東，渡瀨小百合的丈夫。看見有問題的傢俱會忍不住修理。
- 岩井 惠美：比只野麥大一歲。曾在國中時期受到只野麥的幫助，也因此喜歡上了只野麥。暗戀了只野麥六年。在畢業典禮致詞時跟只野麥告白，最後一次待在學校的時候約只野麥陪她一天。
- 野見 山：渡瀨小百合跟北野遠子的經紀人。有發掘藝人的能力。曾經邀請過月咲夕當藝人，不過被拒絕了。
- 北野 遠子：渡瀨小百合的後輩，跟小百合很要好，因小百合常提起只野家而感興趣，按照小百合的劇本到只野家假扮成只野麥同父異母的妹妹來休假幾天，相處後對只野麥產生好感。
- 佩柏·史塔克斯：月咲司的美國朋友，盎格魯-撒克遜人，曾跟小司打賭只野麥對月咲夕的專情度，來日本尋找親生爸媽的足跡，並暫居在只野家。有練過空手道、柔道。原本有個未婚夫，後取消婚約。
- 野村百合子：只野麥的媽媽，學生時期同時認識了只野健跟志波哲，也同時令兩人一見鍾情，最後因志波哲的退出，跟只野健結婚。後因病去世。
- 春野 董：春野姐妹的堂妹，初登場是個9歲且早熟、嘴巴毒辣的小女孩，開場就說喜歡只野麥，並把月咲夕當作情敵，其實是喜歡一個跟小麥很相像的男孩，告白後被拒絕。
- 谷村 麻里：就讀只野麥的學校，有個弟弟谷村桂，常因家庭因素搬家。因曾受只野麥幫助而產生興趣，搬家前跟弟弟分別找只野麥跟月咲夕約會。
- 南野 千代：南野摩子的祖母，南野流第六代傳人，摩子形容是個可怕且無人敢違抗命令的人，摩子在其面前都會表現得很有規矩。到只野麥家作客一晚，瞭解到摩子的近況後滿足的離開。

### 寵物
- 豆太郎（まめたろう）：月咲姐妹飼養的狗，住在只野家。月咲媽媽送給月咲夕的生日禮物。
- 橘子：月咲夕撿回來的野貓，住在只野家。常會跟附近的貓咪們聚會，討論主人們(一機、真奈美、菊)的事情。

## 出版書籍
| 冊數 | 講談社         | 講談社                 | 東立出版社     | 東立出版社             |
| 冊數 | 發售日期       | ISBN                   | 發售日期       | ISBN                   |
| ---- | -------------- | ---------------------- | -------------- | ---------------------- |
| 1    | 2002年11月13日 | ISBN 978-4-06-363175-3 | 2003年7月16日  | ISBN 986-11-2625-2     |
| 2    | 2002年12月14日 | ISBN 978-4-06-363181-4 | 2003年7月23日  | ISBN 986-11-2626-0     |
| 3    | 2003年2月7日   | ISBN 978-4-06-363206-4 | 2003年8月11日  | ISBN 986-11-2627-9     |
| 4    | 2003年5月14日  | ISBN 978-4-06-363238-5 | 2003年9月3日   | ISBN 986-11-3014-4     |
| 5    | 2003年7月16日  | ISBN 978-4-06-363264-4 | 2003年10月15日 | ISBN 986-11-3325-9     |
| 6    | 2003年9月14日  | ISBN 978-4-06-363288-0 | 2003年12月23日 | ISBN 986-11-3728-9     |
| 7    | 2004年2月15日  | ISBN 978-4-06-363340-5 | 2004年3月24日  | ISBN 986-11-3729-7     |
| 8    | 2004年7月14日  | ISBN 978-4-06-363402-0 | 2004年11月5日  | ISBN 986-11-5619-4     |
| 9    | 2004年12月16日 | ISBN 978-4-06-363463-1 | 2005年2月23日  | ISBN 986-11-5620-8     |
| 10   | 2005年4月14日  | ISBN 978-4-06-363511-9 | 2005年5月18日  | ISBN 986-11-6855-9     |
| 11   | 2005年7月14日  | ISBN 978-4-06-363555-3 | 2005年9月26日  | ISBN 986-11-7348-X     |
| 12   | 2005年11月16日 | ISBN 978-4-06-363595-9 | 2006年4月11日  | ISBN 986-11-8024-9     |
| 13   | 2006年3月16日  | ISBN 978-4-06-363640-6 | 2006年6月5日   | ISBN 986-11-6533-9     |
| 14   | 2006年7月14日  | ISBN 978-4-06-363693-2 | 2006年9月26日  | ISBN 986-11-8842-8     |
| 15   | 2006年12月15日 | ISBN 978-4-06-363758-8 | 2007年3月7日   | ISBN 978-986-11-9438-7 |
| 16   | 2007年4月17日  | ISBN 978-4-06-363817-2 | 2007年6月29日  | ISBN 978-986-11-9972-6 |
| 17   | 2007年8月17日  | ISBN 978-4-06-363866-0 | 2007年11月8日  | ISBN 978-986-10-0577-5 |
| 18   | 2007年12月17日 | ISBN 978-4-06-363926-1 | 2008年2月16日  | ISBN 978-986-10-1185-1 |
| 19   | 2008年5月16日  | ISBN 978-4-06-363984-1 | 2008年8月12日  | ISBN 978-986-10-1912-3 |
| 20   | 2008年9月17日  | ISBN 978-4-06-384039-1 | 2008年11月24日 | ISBN 978-986-10-2579-7 |
| 21   | 2009年1月16日  | ISBN 978-4-06-384084-1 | 2009年4月3日   | ISBN 978-986-10-3177-4 |
| 22   | 2009年4月17日  | ISBN 978-4-06-384119-0 | 2009年7月3日   | ISBN 978-986-10-3595-6 |
| 23   | 2009年8月17日  | ISBN 978-4-06-384169-5 | 2009年11月27日 | ISBN 978-986-10-4336-4 |
| 24   | 2009年12月17日 | ISBN 978-4-06-384222-7 | 2010年4月16日  | ISBN 978-986-10-5018-8 |
| 25   | 2010年4月16日  | ISBN 978-4-06-384280-7 | 2010年8月25日  | ISBN 978-986-10-5666-1 |
| 26   | 2010年9月17日  | ISBN 978-4-06-384361-3 | 2011年1月19日  | ISBN 978-986-10-6494-9 |
| 27   | 2010年12月17日 | ISBN 978-4-06-384414-6 | 2011年4月6日   | ISBN 978-986-10-7024-7 |
| 28   | 2011年4月15日  | ISBN 978-4-06-384472-6 | 2011年8月31日  | ISBN 978-986-10-7682-9 |
| 29   | 2011年7月15日  | ISBN 978-4-06-384518-1 | 2011年10月26日 | ISBN 978-986-10-8156-4 |
| 30   | 2011年11月17日 | ISBN 978-4-06-384578-5 | 2012年2月14日  | ISBN 978-986-10-8943-0 |
| 31   | 2012年3月16日  | ISBN 978-4-06-384641-6 | 2012年6月25日  | ISBN 978-986-10-9702-2 |
| 32   | 2012年7月17日  | ISBN 978-4-06-384703-1 | 2012年9月19日  | ISBN 978-986-317-496-7 |
| 33   | 2012年11月16日 | ISBN 978-4-06-384766-6 | 2013年2月20日  | ISBN 978-986-324-340-3 |
| 34   | 2013年3月15日  | ISBN 978-4-06-384828-1 | 2013年5月24日  | ISBN 978-986-332-235-1 |
| 35   | 2013年7月17日  | ISBN 978-4-06-384892-2 | 2013年8月13日  | ISBN 978-986-337-103-8 |
| 36   | 2013年11月15日 | ISBN 978-4-06-394963-6 | 2014年3月10日  | ISBN 978-986-337-768-9 |
| 37   | 2014年4月17日  | ISBN 978-4-06-395026-7 | 2014年8月8日   | ISBN 978-986-348-824-8 |
| 38   | 2014年10月17日 | ISBN 978-4-06-395216-2 | 2015年7月28日  | ISBN 978-986-382-059-8 |
| 39   | 2015年3月17日  | ISBN 978-4-06-395290-2 | 2015年12月8日  | ISBN 978-986-431-112-5 |
| 40   | 2015年8月17日  | ISBN 978-4-06-395465-4 | 2016年7月4日   | ISBN 978-986-462-074-6 |
| 41   | 2015年12月17日 | ISBN 978-4-06-395568-2 | 2016年8月1日   | ISBN 978-986-462-797-4 |
| 42   | 2016年4月15日  | ISBN 978-4-06-395655-9 | 2016年9月2日   | ISBN 978-986-470-223-7 |
| 43   | 2016年10月17日 | ISBN 978-4-06-395786-0 | 2017年6月8日   | ISBN 978-986-482-155-6 |
| 44   | 2017年2月17日  | ISBN 978-4-06-395864-5 | 2017年10月25日 | ISBN 978-986-482-807-4 |

## 外部連結
- （日語）漫畫官方網站 （页面存档备份，存于）
- （日語）